# Oliver Koletzko
Oliver Koletzko (1 de agosto de 2003) es un deportista de Alemania que compite en atletismo. Ganó una medalla de oro en el Campeonato Europeo de Atletismo Sub-20 de 2021, en la prueba de salto de longitud.